# Diathermie

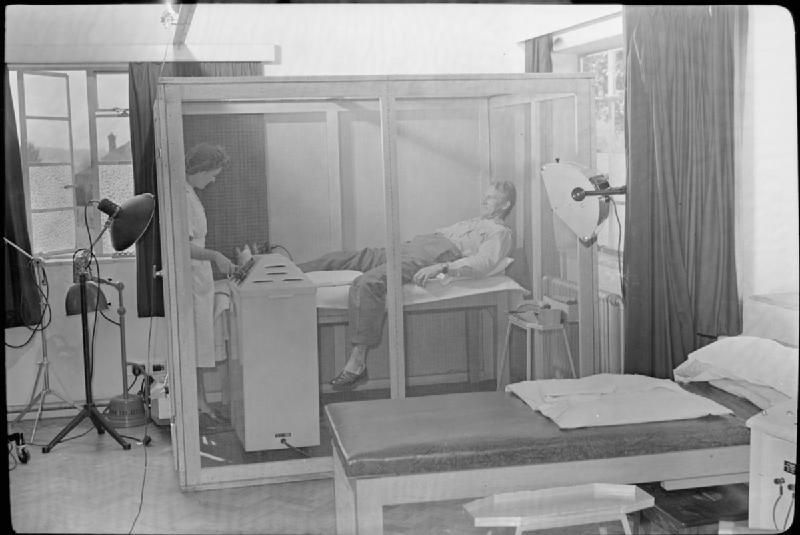
Kurzwellen-Diathermie (1944)

Diathermie (griechisch für „Wärmedurchdringung“, englisch diathermy, früher auch Thermopenetration genannt), auch Hochfrequenzthermotherapie, ist eine elektrotherapeutische Methode der physikalischen Therapien innerhalb der Medizin, bei der Wärme im Körpergewebe mit Hilfe von hochfrequentem elektrischem Strom erzeugt wird. Mit der Diathermie lässt sich auch in der Tiefe eine Wärmeentwicklung erzeugen, im Gegensatz zur Anwendung von Infrarotwellen der Rotlichtbehandlung, die hauptsächlich die Hautoberfläche erwärmen.
Bei der Diathermie werden entweder Elektroden auf die Haut aufgesetzt, die mit der Hochfrequenzquelle verbunden sind, oder das betreffende Hautareal wird über eine Antenne, die an den Generator angeschlossen ist, bestrahlt. In diesem Falle gelangt ein Anteil auch in die Tiefe und kann im Gewebe Wirbelströme induzieren, die zur Wärmeentwicklung führen. Die Wahl der Frequenz und der Imaginärteil der relativen Permittivität des Gewebes bestimmen, inwieweit die Wärmeentwicklung in der Tiefe erfolgt. 1908 prägte der deutsche Arzt Karl Franz Nagelschmidt den Begriff Diathermie und führte die ersten umfangreichen Experimente an Patienten durch. Er schrieb 1913 das erste Lehrbuch über Diathermie.

## Geschichte
Die Therapiemethode geht auf das beginnende 20. Jahrhundert zurück. Damals entwickelten einige wenige Firmen wie Telefunken und C. Lorenz die Hochfrequenztechnik, primär zur Übertragung von Nachrichten für das Militär und später für den Rundfunk. 1908 besuchten drei Wiener Ärzte C. Lorenz in Berlin, um die Einsatzmöglichkeiten für die Medizin zu prüfen. Der dortige Ingenieur und spätere Rundfunkpionier Eugen Nesper notierte dazu folgendes:
„Uns war dieser Vorgang wohlbekannt. Ich hatte ihn zuerst bei Poulsen in Lyngby Ostern 1906 zu meinem Leidwesen kennengelernt, als ich zur Kapazitätsvariation einer hochfrequenzgespeisten Spule meine Melone über diese gehalten hatte. Ich bemerkte zunächst einen Geruch von verbranntem Fleisch und fühlte gleich darauf stechenden Schmerz in meinen Fingerspitzen. In den Rand der Melone war ein Metalldraht eingesteppt, der die Hochfrequenzschwingungen in den Körper leitete und mir die Fingerspitzen buchstäblich verbrannt hatte.“
Die Firma eröffnete anschließend eine kleine Forschungsabteilung speziell für diese Anwendung, schloss diese aber nach kurzer Zeit wieder, weil von der Seite der akademischen Medizin kein Geld floss. Nesper knüpfte aber Kontakte zu den Internisten Alfred Goldscheider und August Laqueur am Rudolf-Virchow-Krankenhaus, die die Entwicklung weiterbrachten.

## Parameter
Für Diathermie sind folgende Frequenzbereiche zugelassen:
- 13,56 MHz, 27,12 MHz (Wellenlänge 11 m) und 40,68 MHz Kurzwellen-Therapie. Eindringtiefe mehr als 20 cm.
- 434 MHz (Wellenlänge 69 cm) als Dezimeterwellentherapie
- 2450 MHz (2,45 GHz; Wellenlänge 12 cm) als so genannte Mikrowellen-Therapie. Eindringtiefe nur wenige Zentimeter, die Erwärmung wird sehr stark durch den Wassergehalt des Gewebes bestimmt, siehe auch Dielektrische Erwärmung.

Die angewendeten Leistungen können bei bis zu mehreren Hundert Watt liegen. Diathermiegeräte arbeiten in den sogenannten ISM-Bändern, um benachbarte Funkanlagen möglichst wenig zu stören.

## Indikationen
Methoden der Elektrotherapie werden vor allem  zur Verbesserung der Durchblutung, Anregung des Stoffwechsels, bei Ischialgie, Rheuma, Arthrose oder zur Tonusherabsetzung bei Muskelverspannungen und Krampflösung angewendet.
Weitere Anwendungen sind Kiefer- und Stirnhöhlenentzündungen bzw. -vereiterungen; diese Behandlungen sind jedoch heute aufgrund der Nähe der schlecht durchbluteten Augen und dadurch bedingte mögliche thermische Schäden an ihnen weniger üblich.

## Kurzwellentherapie

### Kondensatorfeldmethode
Dabei werden die Gewebe abhängig von ihren elektrischen Eigenschaften unterschiedlich erwärmt. Schwingungsenergie wird in Wärme umgewandelt. Es erwärmen sich insbesondere Materialien und Gewebe mit einem hohen Ohmschen Widerstand (Fettgewebe, Bindegewebe Knochen), die gutleitende Muskulatur hingegen kaum.

### Spulenfeldmethode
In Gewebe werden im elektromagnetischen Feld einer Induktionsspule infolge der elektromagnetischen Induktion Wirbelströme induziert. Die Dichte dieser Wirbelströme hängt von der Leitfähigkeit der Gewebe ab (wasserhaltiges Gewebe leitet gut, Fettgewebe schlecht).

## Gepulste Elektromagnetische Feldtherapie
Diese elektrische Therapie (englisch Pulsed Electromagnetic Field Therapy, PEMFT oder PEMF, auch Pulsed Magnetic Therapy, Pulse Magnetotherapy) wird hauptsächlich in der Orthopädie zur Behandlung von Pseudoarthrosen, Knochenheilung u. a. durch Physiotherapeuten eingesetzt. Dabei werden magnetische Impulse durch das verletzte Gewebe gesendet, wodurch Ströme hervorgerufen werden, die die Zellreparatur stimulieren.

## d’Arsonvalisation (Zeileis-Methode)
Bei dieser Therapie (benannt nach Jacques Arsène d’Arsonval), der 1887 die Hochfrequenzströme in die Therapie eingeführt hat, werden kurzdauernde Hochfrequenzimpulse hoher Spannung verwendet und dabei Büschelentladungen einer Therapieelektrode (Geißler-Rohr) erzeugt. Die Entladungen werden auf der Haut je nach Entfernung der Elektrode entweder als Prickeln empfunden, gelegentlich in Verbindung mit leichten fibrillären Muskelzuckungen, oder starker Hautreiz mit Muskelkontraktion. Liegt die Elektrode am Körper an, können die Finger des Behandlers die Gegenelektrode bilden, dabei werden Nerven oder Akupunkturpunkte gereizt. Verwendung findet die Methode zur Förderung der Durchblutung, Anregung des Stoffwechsels, Aktivierung der Muskulatur und Linderung von Schmerzen.

## Elektrochirurgie
Die chirurgische Diathermie (Elektrochirurgie) bezeichnet ein Verfahren der Hochfrequenz-Chirurgie, bei dem hochfrequenter Strom zur Trennung oder lokalen Zerstörung (Nekrotisierung) von Gewebe eingesetzt wird. Sie findet besonders bei stark durchblutetem Gewebe Anwendung, um die Blutung gering zu halten. Es werden Frequenzen von 300 kHz bis meist nicht über 4 MHz eingesetzt.
Bereits im Jahr 1908 hatten Richard von Zeynek (1869–1945) und seine Mitarbeiter die Diathermie (damals Thermopenetration genannt) zur Tiefendurchwärmung des Körpers mittels der 1893 von Nikola Tesla dargestellten Hochfrequenzströme publiziert.
Die chirurgische Diathermie wird auch zur Entfernung von Tätowierungen benutzt. Hierbei werden die Hautzellen mittels elektrischen Stroms durch Hitze zerstört.